# Мысли о свободе
«Мысли о свободе» (англ. Duma) — американский художественный фильм о дружбе южноафриканского мальчика с гепардом, поставленный режиссёром Кэрролом Бэллардом. В ограниченный прокат в США фильм вышел 22 апреля 2005 года.
Сценарий был отчасти вдохновлён детской автобиографической книгой Кэрол и Ксана Хопкрафт «How It Was with Dooms».

## Сюжет
Место действия — Южная Африка. Мальчик по имени Ксан и его отец находят на шоссе детёныша гепарда, который осиротел в результате нападения льва на его мать. Отец разрешил Ксану взять детёныша с собой и заботиться о нём до тех пор, пока он не станет достаточно взрослым для того, чтобы можно было отпустить его на волю. Детёнышу было дано имя Дума (Duma), что на языке суахили означает «гепард». Прошло время и Дума вырос, стал частью семьи. Однажды отец сказал мальчику, что пришло время отвезти гепарда в то место, где они его нашли, и отпустить. Однако этому плану не суждено было сбыться — отец Ксана умирает.
Ксан с матерью переезжают в город Йоханнесбург к тётке, чтобы мать могла найти там себе работу. Гепард отправляется вместе с ними и через несколько дней должен быть передан местному заповеднику.
В первый рабочий день Дума остался один на один с тёткой Ксана. Гепард не привык к городской квартире, а тётка не привыкла к гепардам. В результате этого тётка и гепард сбегают друг от друга. Дума отправляется за машиной матери Ксана, везущей того в школу.
Появление гепарда в школе вызвало панику, и на место прибыла полиция. Дума и Ксан сбежали, и мальчик решил выполнить план, который задумал его отец, понимая, что теперь гепарду нельзя возвращаться в город. Ксан решился отвезти Думу самостоятельно к горам Эронго через палящие соляные промыслы Макгадикгади в Ботсване, пройдя через дельту Окаванго.
Ксан и Дума отправились в путь на мотоцикле с коляской, принадлежавшем некогда отцу мальчика. Однако вскоре у них закончилось топливо, а чуть позже и питьевая вода. Ксан нашёл убежище на ночь в обломках старого разбитого самолёта. Ночью появился чернокожий человек по имени Рипкуна, который возвращался в свою деревню после неудавшихся попыток устроиться в большом городе.
Ксану удалось превратить мотоцикл в парусную повозку (англ. Land sailing) с помощью остатков парашюта, найденного близ разбитого самолёта. Ксан и Рипкуна отправились таким образом дальше, хотя мальчик не был до конца уверен в незнакомце, который ещё совсем недавно пытался угнать его мотоцикл.
Проехав таким образом значительное расстояние, путники всё же были вынуждены идти дальше пешком, так как мотоцикл не мог преодолеть низкорослый кустарник пустыни Калахари.
Вскоре Рипкуна обнаружил старую заброшенную алмазную шахту и не смог удержаться от соблазна обследовать её в поисках остатков алмазов. Но произошёл обвал и его засыпало. Ксан поспешил на помощь, откопал до половины и ушёл, оставив в зоне досягаемости лопату. У мальчика возникли подозрения, что Рипкуна ведёт его не к горам, а к городу, чтобы получить за него вознаграждение и продать гепарда.
Однако вскоре Дума попал в браконьерскую ловушку, а Ксан потерял сознание при встрече с диким кабаном. Рипкуна спасает их обоих.
Пройдя ещё немного, они достигли дельты реки Окаванго, а ещё через какое-то время показалась родная деревня Рипкуны и горы Эронго, находящиеся на границе Ботсваны и Намибии. Однако в то самое время Ксан и Рипкуна угодили в рой мух Цеце. Рипкуна закрыл мальчика собой и сотни потенциально смертельных укусов принял на себя. Вскоре Рип заболел сонной болезнью, и Ксан отправился в деревню за помощью. В ту самую ночь Дума уходит один в горы и встречает самку гепарда. Спустя сутки Рипкуна выздоравливает благодаря целительному умению местных жителей. Ксан тем временем понимает, что именно здесь он должен расстаться с Думой. Мальчик прощается с гепардом и Дума, отрываясь от игр с новой подругой, приходит попрощаться с Ксаном.
Перед финальными титрами фильма показано, как Ксан возвращается к своей матери.

## В главных ролях
| Актёр            | Роль    |
| ---------------- | ------- |
| Алекс Микаэлетос | Зан     |
| Имонн Уокер      | Рипкуна |
| Кэмпбелл Скотт   | Питер   |
| Хоуп Дэвис       | Кристин |

Думу играло шесть разных гепардов: Энтони, Азаро, Никита, Саша, Саванна и маленького Думу — Шеба.

## Съёмки
Съёмки фильма начались 28 июля 2003 года и проходили главным образом в Южной Африке, хотя большая часть фильма происходит в соседней Ботсване.

## Прокат
Основываясь на низких показателях, полученных в ходе пробного показа фильма, компания Warner Bros. решила не выпускать картину в кинотеатральный прокат, но восторженная рецензия Скотта Фондаса в журнале Variety, ведущем американском издании в области шоу-бизнеса, заставила студию пересмотреть своё решение.
Картина была выпущена ограниченным прокатом на территории США.
Сборы фильма составили в Северной Америке 870 067 долларов США, а за её пределами 124 723. Общая сумма сборов составила лишь 994 790 долларов при бюджете в 12 миллионов.

## Оценки
Несмотря на провал фильма в прокате, критики высоко оценили картину. Фильм удостоился 93 % положительных отзывов из 61 рецензии, собранных на сайте-агрегаторе Rotten Tomatoes, и набрал 82 балла из 100 на сайте Metacritic на основе 21 обзора кинокритиков.

## Награды
- 2006 — премия «Genesis Award» в категории «Семейный художественный фильм»[10].